# ۵۶۴ (قمری)
۵۶۴ (قمری)، پانصد و شصت و چهارمین سال در گاهشماری هجری قمری است. اول محرم این سال برابر با دوازدهم اکتبر سال ۱۱۶۸ میلادی است.